# 麦克·布洛维
麦克·布洛维（英語：Michael Burawoy；1947年6月15日—2025年2月3日）是一名英国社会学家、马克思主义者，加州大学伯克利分校社会学系教授。他以著作《制造同意——垄断资本主义劳动过程的变迁》一书而闻名，此书被翻译为多国语言，并从中发展出公共社会学。曾任2003—2004年度美国社会学协会主席。2006年—2010年，任国际社会学协会副主席；2010年—2014，任主席。

## 生平
1968年毕业于剑桥大学数学系，随后前往新独立的非洲国家赞比亚进行研究生学习，同时在英美資源集團股份有限公司做研究员。1972年赞比亚大学获硕士学位后，攻读芝加哥大学博士。在攻读博士期间，完成了《制造同意——垄断资本主义劳动过程的变迁》一书。
2025年2月3日，布洛维於加州奥克兰遭遇肇事逃逸，其在交通事故中受伤送院后不治，终年77岁。

## 贡献
劳工社会学
除了在赞比亚，布洛维还前往芝加哥、匈牙利和前苏联等地区进行社会学研究，在这些研究的基础上，他考察了后殖民主义的本质，国家社会主义组织和社会主义国家的转型问题。
扩展个案法
他一般采取参与观察法，在此基础上提出了扩展个案法，对社会学研究方法做出了贡献。
公共社会学
布洛维认为，根据受众对象和批判性、工具性的划分，存在着四种社会学，专业社会学、政策社会学、批判社会学和公共社会学。专业社会学是一切社会学的根本，政策社会学根据政府或客户的要求生产工具性知识，批判社会学反思专业社会学的前提预设和价值立场，而公共社会学则强调社会学要回到社会之中，与公众展开沟通性的对话，同时以公民社会的存在和维系为己任。

## 著作
- 《制造同意：垄断资本主义劳动过程的变迁》，李荣荣译，商务印书馆，2008年2月
- 《公共社会学》，沈原译，社会科学文献出版社，2007